# Distrikt La Libertad de Pallán
Der Distrikt La Libertad de Pallán liegt in der Provinz Celendín in der Region Cajamarca in Nordwest-Peru. Der Distrikt wurde am 23. Dezember 1993 aus Teilen des Distrikts Miguel Iglesias gebildet. Er besitzt eine Fläche von 169 km². Beim Zensus 2017 wurden 6990 Einwohner gezählt. Im Jahr 2007 lag die Einwohnerzahl bei 6990. Sitz der Distriktverwaltung ist die etwa 2923 m hoch gelegene Ortschaft La Libertad de Pallán mit 657 Einwohnern (Stand 2017). La Libertad de Pallán befindet sich 22 km nordwestlich der Provinzhauptstadt Celendín.

## Geographische Lage
Der Distrikt La Libertad de Pallán liegt in der peruanischen Westkordillere im zentralen Nordwesten der Provinz Celendín. Der Río Las Yangas, ein linker Nebenfluss des Río Marañón, fließt entlang der südlichen Distriktgrenze nach Osten.
Der Distrikt La Libertad de Pallán grenzt im Südwesten an den Distrikt Huasmín, im Nordwesten und im Nordosten an den Distrikt Miguel Iglesias sowie im äußersten Südosten an den Distrikt Celendín.

## Ortschaften
Im Distrikt gibt es neben dem Hauptort folgende größere Ortschaften:
- Callacal Bajo
- Nueva Esperanza
- Quinuamayo
- Ramoscucho
- Sanchan
- Soraus El Triunfo